# Solidariedade (direito)
No campo do direito, solidariedade é o vínculo que existe entre os credores (ou devedores) de uma obrigação, vínculo este que determina que cada um dos credores (ou devedores) tem o direito (ou a obrigação) do recebimento (ou pagamento) integral da dívida.

## Solidariedade tributária
No direito tributário, o termo remete a uma situação que pode ocorrer na responsabilidade tributária: ela ocorre quando há mais de um sujeito passivo (devedor) de uma mesma obrigação tributária, cada qual obrigado a parte da dívida, ou à dívida toda. Também pode ocorrer na competência tributária, quando mais de um órgão do Estado tem direito a parte da mesma obrigação tributária.

### No Brasil
O Código Tributário Nacional (CTN) define a solidariedade nos seus artigos 124 e 125. O artigo 124 diz que são solidariamente obrigadas, as pessoas que tenham interesse comum na situação que constitua o fato gerador da obrigação principal ou as pessoas expressamente designadas por lei. 
Se duas ou mais pessoas forem proprietárias de um imóvel, elas têm um interesse comum na situação que é fato gerador da obrigação de pagar o imposto sobre a propriedade predial e territorial urbana (IPTU). Há, pois, solidariedade tributária entre elas (artigo 124, I).
Quando uma empresa não efetuar o recolhimento regular de seus tributos, o administrador, gerente ou contador, pode ser chamado a responder pela obrigação juntamente com a empresa (artigo 124, II).
Na solidariedade tributária, não se admite o benefício de ordem, isto é, a escolha de quem, em comum, irá cumprir a obrigação (artigo 124, Parágrafo Único).
Todos encontram-se vinculados na solidariedade: não se admite que um não pague, por motivo de idade, de estado de riqueza ou de má situação econômica.
O artigo 125 estipula os efeitos da solidariedade:
I- o pagamento efetuado por um dos obrigados aproveita aos demais;
II- a isenção ou remissão de crédito exonera todos os obrigados, salvo se outorgada pessoalmente a um deles, subsistindo, nesse caso, a solidariedade quanto aos demais pelo saldo;
III- a interrupção da prescrição, em favor ou contra um dos obrigados, favorece ou prejudica aos demais.